# 김재현 (축구 선수)
김재현(한국 한자: 金渽玹, 1987년 3월 9일 ~ )은 대한민국의 전직 축구 선수로 현역 시절 포지션은 센터백이었다.

## 축구인 경력

### 선수 경력
전라남도 광양시에서 태어나 광양제철고등학교를 졸업하여 고교 프로선수가될것이라 했지만,
연세대 진학후 많은 게임을뛰었지만,가을에 발목부상후,우선지명권인 전남 드래곤즈에 재활을 돕는조건으로 입단하였다. 하지만 주전 자리 확보에 실패했다.그리하여 고등학교시절 전남드래곤즈2군감독이였던 황선홍감독님이계시던 2010년 부산 아이파크로 이적하였다.
부산 아이파크 이적후,황선홍감독의 신임을 받으면서 주전자리확보하면서 많은게임을 뛰었다.
그후,안익수감독이 지휘봉을잡고 리그.리그컵,fa컵등 승승장구하고있는도중
2011년 K리그 승부조작 사건에 연루되어 한국프로축구연맹으로부터 영구제명 처분을 받았으나, 2012년 승부조작 가담 혐의에 대해 무죄를 선고받아 축구계에 복귀하였다.
2015년 사회복무요원으로 병역 의무를 이행하기 위해 팀을 떠났지만 의병 전역하여 2016 시즌을 앞두고 부산으로 복귀하였다.
경기초반엔 부상휴의증으로 경기를 뛰진못하였지만,후반기에 22게임을 뛰면서 다시 승승장구후
2017년 K리그 챌린지의 서울 이랜드 FC로 이적하였다. 5월 3일 펼쳐진 K리그 챌린지 2017 시즌 10라운드 성남 FC와의 원정 경기에서 코너킥 상황에서 헤더골을 성공시키며, 서울 이랜드에서의 첫 골을 기록하였다. K리그2 2018시즌 18라운드 성남 FC와의 원정 경기에서 벌어진 우측 프리킥 상황에서 헤더골을 성공시키며, 서울 이랜드에서의 두번째 골을 기록하였다. 이는 2연속 성남 원정에서의 득점이었으며, 한 팀 상대로만 두 골을 기록하는 셈이 되었다. 9월 22일 펼쳐진 29라운드 부천 FC 1995를 상대로 선발 출전하였으나, 전반 35분 경 중원에서 올라온 공을 머리로 걷어내려던 것이 서울 이랜드의 골망을 흔들어버리며, 자책골을 기록하고 말았다.
2019시즌을 앞두고 내셔널리그의 경주 한국수력원자력 축구단으로 이적했다.
2020시즌을 앞두고
광양남초등학교졸업후 광양제철중학교에 진학후 축구선수 엘리트코스인 u16세~u20세 연령대표팀을거쳐 연세대진학 1년후 프로입단까지
23년 축구인생을 끝마쳤다.
유망주로시작해서,우선지명1순위로 전남드래곤즈
입단,그리고 부상후 주전자리확보 실패후,
부산아이파그 이적. 이적후 본인 최고의 커리어를 쌓아가는중 승부조작사건연류
2년공백후 k리그복귀,그리고 은퇴까지
파란만장한 굴곡있는 선수생활을 했다.